# فلسفه چینی
فلسفه چینی در دوره بهار و پاییز و دوره دولت‌های جنگ‌طلب، در خلال دوره‌ای زمانی تحت عنوان «صد مکتب اندیشه» سرچشمه می‌گیرد، که این دوره زمانی با توسعه‌های فکری و فرهنگی برجسته، متمایز گشته است. اگرچه بیش‌ترِ فلسفه چینی در دوره دولت‌های جنگ‌طلب آغاز می‌شود، اما عناصری از فلسفه چینی به مدت چند صد سال موجود بوده‌اند؛ برخی از این عناصر را می‌توان در ئی چینگ (کتاب تغییرات) یافت، که یک کتاب فشرده‌ طالع‌بینی است که قدمتش حداقل تا ۶۷۲ قبل‌ازمیلاد به عقب برمی‌گردد. در طول عصر دولت‌های جنگ‌طلب بود که آنچه که سیما تان (Sima Tan) مکاتب فلسفی عمده چین نامید: کنفسیوس‌گرایی، فجیا (Legalism یا Fajia)، و تائوئیسم، در کنار فلسفه‌هایی که بعدها تقریباً به فراموشی سپرده شدند، مانند کشاورزی ظهور کردند، مانند مکتب کشاورزی (Agriculturalism)، موهیسم، طبیعت‌گرایی چینی (Chinese Naturalism)، و مکتب اسماء (Logicians یا School of Names) ظهور کردند.
منزلت فلسفه در تمدن چین قابل مقایسه با منزلت دین در سایر تمدن‌هاست. فلسفه در چین مورد علاقه هر فرد تحصیل کرده‌ای بوده و در روزگار پیشین، انسان‌های فرهیخته نخستین دانشی که می‌آموختند فلسفه بود.
هنگامی که کودکان به مدرسه می‌رفتند، نخستین کتاب‌های آموزشی آنان عبارت بود از چهار کتاب شامل: منتخبات کنفوسیوس، کتاب منسیوس، دانش بزرگ و اصول اعتدلال این کتاب‌ها مهم‌ترین متن‌های درسی فلسفه نوکنفوسیوسی بود و نخستین جمله آن چنین بود؛ سرشت انسان در اصل نیکوست این نکته یکی از اساسی‌ترین اندیشه‌های فلسفه منسیوس است.

## عقاید اولیه
تفکر اوائل دودمان شانگ بر اساس چرخه‌ها بود. این مفهوم از آنچه که مردم دودمان شانگ می‌توانستند در اطرافشان مشاهده کنند ریشه گرفته بود: روز و شب در چرخه بودند، فصل‌ها دوباره و دوباره گذر می‌کردند، و حتی ماه به بدر می‌رفت و دوباره به هلال می‌رسید تا باز به بدر برود. بنابراین، این مفهوم، که در سرتاسر تاریخ چین مطرح بود، نظم طبیعت را انعکاس می‌دهد.

## تفکر انعکاسی و روشمند در قبال زندگی
در نظر یک غیرچینی که مشاهده می‌کند؛ چنین استنباط می‌شود که زندگی مردم چین با اصول کنفوسیوس آمیخته‌است و این مکتب به یک دین  تبدیل شده‌است؛ ولی در واقع این مکتب به همان اندازه دین به‌شمار می‌آید که اصول افلاطونی یا ارسطویی.
این درست که کتب یاد شده به منزله کتاب مقدس مردم چین به‌شمار می‌آید؛ ولی در آن چهار کتاب که داستان آفرینش عالم آمده؛ و سخنی از بهشت و دوزخ گفته نشده‌است. البته لازم است ذکر شود که هر دو واژه فلسفه و دین دارای ابهام هستند و در نزد گروه‌های مختلف معانی متفاوتی داشته‌اند و دارند. اما می‌توان در یک تلقی؛ فلسفه را نوعی تفکر انعکاسی و روشمند در قبال زندگی دانست یعنی یک فیلسوف در چین باید دربارهٔ زندگی به‌طور انعکاسی اندیشیده و سپس افکارش را به شکل روشمند بیان نماید.
در اندیشیدن انعکاسی؛ متفکر زندگی را همچون هدف می‌نگرد. نظریه حیات، نظریه کائنات و نظریه شناخت همه شعاع چنین اندیشه‌ای هستند. نظریه کائنات از آن جهت پیش می‌آید که کائنات زمینه ساز زندگی است. نظریه شناخت از آن جهت پدید می‌آید که خود تفکر نوعی شناخت است؛ و این برخلاف عقیده پاره‌ای از فلاسفه مغرب زمین است که بر این باورند که ما ابتدا باید دریابیم که دربارهٔ چه چیز می‌توانیم بیندیشیم یعنی پیش از آنکه اندیشیدن دربارهٔ حیات را آغاز کنیم ابتدا باید راجع به اندیشیدن‌مان بیندیشیم.
اما در تفکر انعکاسی؛ خود مفهوم کائنات و شناخت چیزی جز فراورده‌های تفکر انعکاسی نیستند. صرف نظر از اینکه در باب حیات بیندیشیم ما همگی درون آنیم و خواه ناخواه همه ما بخشی از آنیم. تلقی یک فیلسوف با فیزیکدان از کائنات یکی نیست بلکه آنچه فیلسوف به کائنات می‌خواند؛ عبارت است از کلیت هر آنچه‌است و این سخنی برابر است با آنچه فیلسوف عهد باستان چین، هوی شیه (hui shih) از آن به عنوان وجود بزرگ نام برده؛ که به چیزی که آن را ماوراء نیست تعبیر شده‌است.
هنگامی که دربارهٔ شناخت می‌اندیشیم یا سخن می‌گوییم؛ نفس این اندیشیدن و سخن گفتن شناخت محسوب می‌شود؛ اما برخی فلاسفه هستند که در این زمینه می‌گویند پیش از آنکه بیندیشیم نخست باید دربارهٔ اندیشیدنمان بیندیشیم؛ و این یعنی اینکه گویا ما ذهن دیگری داریم که با آن می‌توانیم دربارهٔ اندیشیدن بیندیشیم. در حقیقت، آن ذهنی که با آن دربارهٔ اندیشیدن می‌اندیشیم، همان ذهنی است، که ما با آن اندیشه می‌کنیم؛ در نهایت می‌گوید اگر ما دربارهٔ زمینه اندیشیدن‌مان در محیط و بستر زندگی و کائنات شکاک باشیم؛ به همان اندازه نیز می‌توانیم دربارهٔ اندیشیدن و زمینه اندیشیدن‌مان شکاک باشیم.

## نسبت فلسفه و دین در چین
در دل هر دین بزرگی فلسفه‌ای نهفته‌است؛ همراه با ترکیبی از خرافات، اصول جزئی و شعائر آیین و نهادهای مختلف؛ و اگر دین را به این مفهوم در نظر بگیریم، نمی‌توان مکتب کنفوسیوس را به عنوان دینی تلقی کرد. برخی عادت کرده‌اند که بر این سخن پای بفشارند که در چین سه دین وجود دارد که عبارتند از: مکتب کنفوسیوس، مکتب تائو و مکتب بودا.
اما اولی دین محسوب نمی‌شود و در مورد مکتب تائو باید گفت که تفاوتی بین مکتب تائو به عنوان یک فلسفه که آن را تائو چیا می‌نامند و دین تائو که آن را تائو چیائو می‌نامند، وجود دارد. تعالیم این دو نه تنها با یکدیگر متفاوت، بلکه حتی متضاد نیز هست. مکتب تائو به عنوان فلسفه؛ اصول پیروی از طبیعت را آموزش می‌دهد، درحالی‌که مکتب تائو به عنوان دین اصول عمل کردن علیه طبیعت را می‌آموزد؛ مثلاً بنابر عقیده لائوتزو و چنگتزو و مرگ که ثمره زندگی است؛ روند طبیعت به‌شمار رفته و انسان بایستی این روند طبیعت را با تسلیم و رضا طی کند؛ ولی آموزش اصلی دین تائو عبارتست از اصول و فن و چگونگی دوری جستن از مرگ، که این عمل کردن علیه طبیعت به‌شمار می‌آید؛ دین تائو روح علمی دارد؛ گویا که در صدد است که بر طبیعت غلبه کند.
در مورد مکتب بودا، نیز تمایز است میان مکتب بودا به عنوان یک فلسفه که فوهسوئه (fo hsueh (دانش بودایی)) خوانده می‌شود و دین بودا، که فوچیائو (fo chiao(دین بوداییی)) نامیده می‌شود. در نظر چینی‌ها فلسفه بودایی بسیار جالب‌تر از دین بودایی است.

## غلبه فلسفه بر دین
در حال حاضر بسیاری از غیر چینی‌ها می‌دانند که مردم چین در مقایسه با مردم دیگر کشورها به دین علاقه کمتری دارند. مثلاً پروفسور درک بود عنوان می‌دارد که:
چینی‌ها مردمانی نیستند که اندیشه‌ها و فعالیت‌های دینی بخش مهم و جذاب زندگی را برایشان تشکیل دهد… این اخلاق، اخلاق کنفوسیوسی است نه دین که اساس معنویت را در تمدن چینی فراهم آورده‌است… البته همه اینها مبین تفاوتی عمده و اساسی بین چین و اکثر تمدن‌های بزرگ دیگری است که در آن‌ها کلیسا و روحانیت نقش برجسته‌ای برعهده دارند.
در توضیح این سخن (نقل قول پروفسور درک بود) باید گفت که اگر چینی‌ها چندان رغبتی به دین نداشته‌اند، علتش توجه زیاد آن‌ها به فلسفه است. چینی‌ها مردمی متدین نیستند؛ زیرا فلسفی می‌اندیشیده‌اند؛ در فلسفه‌است که اشتیاق خود را دربارهٔ امور ماوراء حس و جهان مملوس کنونی ارضا می‌کنند؛ همچنین در فلسفه آن‌ها ارزش‌های فرا اخلاقی را یافته و سپس این ارزش‌ها را در زندگی خود تجربه می‌کنند.

بنا به سنت فلسفه چینی؛ وظیفه فلسفه افزایش دانش مثبت نیست؛ یعنی دانشی که دربارهٔ حقایق امور، اطلاعات انباشته‌ای به ما عرضه کند؛ بلکه وظیفه آن تعالی روح است؛ یعنی رسیدن به موضعی فراسوی جهان مملوس کنونی برای وصول به ارزش‌های والاتر از ارزش‌های اخلاقی. لائوتسه گفته‌است:
کار بر روی دانش افزایش روز به روز است اما کار بر روی تائو کاهش روز به روز.
 مقصود از اولی را می‌توان معادل دانشی مثبت دانست و از دومی تعالی روح. فلسفه متعلق به مقوله دوم است.

## مفاهیم درون فلسفه چینی
اگرچه مکاتب فلسفی جداگانه به‌طور قابل توجهی متفاوتند، با این حال، واژگان و مجموعه دغدغه‌های عامی را به اشتراک می‌گذارند.
در میان عباراتی که به‌طور عام در فلسفه چینی یافته می‌شود این‌ها هستند:
- 道 Dao دائو (طریق, یا دکترین یک فرد)
- 德 De دِ (فضیلت، توانمندی)
- 理 Li لی (اصل)
- 氣 Qi قی (انرژی زیستی یا نیروی مادی)
- 太极 تای‌تشی (Taiji)

در میان مشترکات فلسفه‌های چینی این موارد وجود دارند:
- تمایل به این که بشر را جدا از طبیعت ننگرند.
- سؤالات دربارهٔ طبیعت و وجود یک خدای توحیدی، که عمیقا فلسفه غرب را تحت تأثیر قرار داده، در فلسفه چینی مهم نبوده‌اند یا منشأ کشمکش در ادیان سنتی چینی نبوده‌اند.
- این اعتقاد که هدف فلسفه در اصل این است که به عنوان راهنمایی اخلاقیاتی و عملی خدمت کند.
- تمرکز سیاسی: بیش‌تر مکاتبِ «صد مکتب اندیشه» تلاش می‌کردند تا حاکم را متقاعد کنند تا به شیوه ای که آنان از آن دفاع می‌کنند رفتار کند.